# 에노 백국
에노 백국(프랑스어: Comté de Hainaut, 네덜란드어: Graafschap Henegouwen, 독일어: Grafschaft Hennegau)은 몽스(네덜란드어: Bergen 베르헌[*])를 수도로 하는 신성 로마 제국내 옛 나라이다. 명칭은 엔 강 (네덜란드어: Hene, 독일어: Henne)에서 유래했다. 몽스뿐만 아니라 발랑시엔, 샤를루아 등의 도시들도 포함된다. 오늘날 벨기에의 에노 주와 프랑스의 노르 주 남부 지역으로 이뤄졌었다.
원래는 로타링기아 왕국의 가우였던 에노는 독일에 최종적으로 소속되기 전에 잠시 서프랑크 왕국의 일부였다 (911–25년). 에노 백작령은 958년에 분할되었다가 약 1071년에 통합되었다. 중세 성기 기간에 에노는 문화적으로나 언어적으로나 프랑스화가 되었다. 1432년에 에노는 발루아부르고뉴 가문이 획득하여 1477년 합스부르크 가문에게 부르고뉴령 네덜란드의 일부로 넘어가 1512년 부르군트 관구의 일부가 되었다. 1555년부터 1714년까지 스페인의 통치를 받았다. 1659년과 1678년에 남부 에노는 프랑스가 획득했고 1797년에 나머지도 에노 백작이기도 했던 신성 로마 제국의 황제 프란츠 2세가 프랑스에 양도했다.

## 역사
로마 제정 시기에 에노는 대부분이 벨가이족계 네르비족들의 키비타스들에 위치했었다. 그러다가 로마가 이곳을 잃으면서, 이 지역 전체는 살리 프랑크족의 네우스트리아내 영주의 지배하에 놓였다. 샤를마뉴 시대부터 프랑크 제국은 "신성" 로마 제국이라 칭해졌다.
에노 백작령은 900년 쯤에 프랑크 제국의 황제 로타리우스 1세의 손자 로렌 공작 레니에 1세가 "에노 백작" 작위를 가지면서, 프랑크 제국이 통치하던 로타링기아 왕국 지역에 세워졌다. 911년 동프랑크 왕국의 마지막 카롤루스 왕조계 왕 루도비쿠스 4세가 사망하고부터, 레니에는 카롤루스 3세 심플렉스가 통치하던 서프랑크 왕국에 가담했다. 그의 아들이자 후계자 기슬베르는 925년에 독일왕 하인리히 1세의 밑으로 들어가, 그후로 로타랑기아 공국은 독일 왕국이 된 동 프랑크 왕국의 일부로 남게되었으며 프랑스가 된 서 프랑크 왕국과 국경을 마주했다.
939년 기슬베르가 사망한 후, 레니에 가문 출신의 그의 후계자들은 로타랑기아 공작 작위를 유지하는데 실패했지만 에노 지역 통치는 계속하였다. 에노 백작 레니에 3세는 브룬 공작을 상대로 벌인 반란이 실패한 후, 958년에 폐위되고 파문당하였다. 이때 에노 백작령은 분할되었다. 그러나 998년에 레니에 가문은 몽스 백작령의 소유권을 되찾았다. 마지막 백작 에르망이 1051년에 자식을 두지 못하고 사망하고, 그의 미망인 리실드는 플랑드르 백작 및 프랑스의 봉신 보두앵 4세와 재혼했다. 1067년 보두앵의 아버지가 사망하면서, 그는 에노와 몽스의 통치자가 되었다. 그는 로베르 1세과 상속 분쟁중에 1071년 카셀 전투에서 전사한 아르눌 3세가 이어받았다. 전투의 승자 로베르가 플랑드르를 획득했지만, 그의 형수 리실드는 그녀의 결혼 지참금으로서 신성 로마 제국내의 인접한 저지 로렌을 유지했다. 그렇게 부활한 에노 백작령은 세 직할 백작령의 재봉건화를 통해 생겨났다:
- 몽스 백작령
- 브라반트 방백령의 남부 지역
- 발랑시엔의 오토 후작령

신성 로마 제국의 영지로 에노 백작령의 통일은 1071년에 아르눌을 격퇴시키고, 리실드와 그녀의 아들 보두앵 2세가 신성 로마 황제 하인리히 4세에게 매각하려하면서 이뤄졌다. 하인리히 4세는 리에주 주교후에게 그 영지를 사들이라 명했고 그것들을 통일된 백작령으로서 리실드 백작부인에게 돌려주었고 저지 로렌 공작의 반봉건적 관계에 두었다.

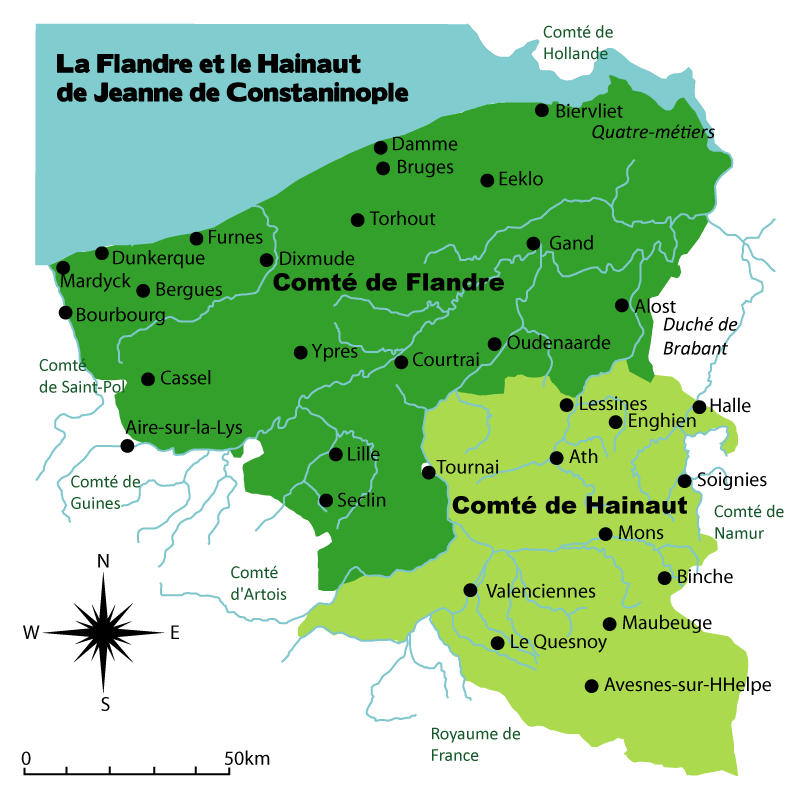
잔 드 콩스탕테노플 (1200년-1244년) 이후 플랑드르와 에노 백작령

에노 백작들은 플랑드르와 홀란트의 백작들과 강력한 혈연적 유대등에 몇 가지 역사적 연관성이 있었다. 이러한 역사로 에노 백작령은 다음과 같이 동군 연합을 이뤘다:
- 에노와 플랑드르: 1067–71년과 1191년–1246년
- 에노와 홀란트: 1299년–1436년
- 에노와 바이에른슈트라우빙: 1356년–1417년

1417년 바이에른슈트라우빙의 빌헬름 2세가 사망한 후, 에노는 1432년에 발루아부르고뉴 가문 출신의 선량공 필리프에게 홀란트와 함께 넘겨준 빌헬름의 딸 에노 여백작 자클린 (자코바)가 상속했다. 최후의 독립적인 여백작이 1436년 10월 8일 헤이그 인근 테일링겐 성에서 사망 (결핵으로 추정)하고나서, 그녀의 영지는 부르고뉴령 네덜란드에 흡수됐다.
1477년 낭시 전투에서 용담공 샤를이 전사함으로서, 발루아부르고뉴 가문의 마지막 남계 공작은 단절되었다. 같은 해 샤를의 딸 부귀공 마리는 신성 로마 제국의 황제 프리드리히 3세의 아들 막시밀리안 1세와 혼인했다. 프랑스의 국왕 루이 11세는 그의 친척의 죽음으로 이득을 보려하여, 네덜란드를 침공하기 위해 군대를 보냈다. 프랑스군은 긴가트 전투에서 패배하고 에노는 1482년 아라스 조약으로 합스부르크령 네덜란드의 일부가 되었다. 1556년 스페인령 네덜란드가 되었다. 1579년 에노는 합스부르크령 스페인의 지배를 받기로 한 아라스 동맹의 일원이였던 반면, 북부의 위트레흐트 동맹은 반란을 일으켜 1581년 네덜란드 공화국을 세웠다.
1659년 피레네 조약과 1679년 네이메헌 조약으로 에노 백작령은 두 개로 나뉘었다. 발랑시엔, 르케누아, 아베느 도시 인근의 남부 지역이 루이 14세가 통치하는 프랑스에 양도되었다 (프랑스 에노 보기). 몽스를 주변으로 하는 북부 지역은 스페인령 합스부르크에 남았다가, 1713년 위트레흐트 조약으로 오스트리아령 네덜란드의 일부가 됐다. 합스부르크 가문의 황제들이 1794년까지 이곳을 통치하다가, 프랑스 제1공화국에게 흡수됐다.

## 같이 보기
- 에노 백작
- 에노 여백작
- 에노 백작 가계도